# Ege’nin Hamsisi
Ege’nin Hamsisi (deutsch: Anschovis der Ägäis) ist eine türkische Fernsehserie des Senders TRT 1, die von Köprü Film unter der Regie von Mustafa Şevki Doğan produziert wurde. Die Hauptrollen spielten İclal Aydın, Uğur Çavuşoğlu, Uraz Kaygılaroğlu und Bestemsu Özdemir. Drehbuchautoren waren Filiz Ekici und Yıldırım Bayazıt. Erscheinungsjahr war 2018 (vom 16. Juli bis 31. Dezember). Es wurden insgesamt 23 Folgen in einer Staffel produziert.
Im Mittelpunkt standen die besonderen kulturellen Merkmale von Ägäis- und Schwarzmeerregion und deren Unterschiede und Gemeinsamkeiten.

## Besetzung
| Darsteller          | Rolle             | Folgen |
| ------------------- | ----------------- | ------ |
| İclal Aydın         | Melahat Çınar     | 1–23   |
| Uğur Çavuşoğlu      | Şevket Gerginoğlu | 1–23   |
| Uraz Kaygılaroğlu   | Deniz Çınar       | 1–23   |
| Bestemsu Özdemir    | Zeynep Gerginoğlu | 1–23   |
| Asuman Dabak        | Fikret Gerginoğlu | 1–23   |
| Haldun Boysan       | Eşref Üzüm        | 1–23   |
| Eser Eyüboğlu       | Dursun Dursunoğlu | 1–23   |
| Uğur Demirpehlivan  | Sevim Üzüm        | 1–23   |
| Hakan Bilgin        | Nuri Pekyaman     | 1–23   |
| Bengi Öztürk        | Hatçe Kasapoğlu   | 1–23   |
| Mustafa Şen         | İbo Kasapoğlu     | 1–23   |
| Cem Cücenoğlu       | Bekir Kuru        | 1–23   |
| Ceyda Saltadal      | Eda Üzüm Kuru     | 1–23   |
| Buse Maral          | Derya Çınar       | 1–23   |
| Celal Öztürk        | Ömer Gerginoğlu   | 1–23   |
| Eylül Demirpehlivan | Zehra             | 1–23   |
| Ali Akdal           | Ahmet Tütüncü     | 1–23   |
| Kemal Zeydan        | Vedat Taşdemir    | 1–23   |
| Utku Ateş           | Sinan             | 1–23   |
| Büşra Şenol         | Firuzan Aydın     | 1–23   |
| Muharrem Bayrak     | Mercan            | 1–23   |
| Selahettin Töz      | Sadi Parlak       | 1–23   |
| İlayda Yıldırım     | Hale Kasapoğlu    | 1–23   |
| Ozan Cura           | Kerem Üzüm        | 1–23   |
| Emir Ali Doğrul     | Eşrefcan Kuru     | 1–23   |
| Asya Kasap          | İpek Parlak       | 1–23   |
| Berke Acar          | Mert Parlak       | 1–23   |
| Durdul Bazan        | Almancı Nuri      |        |
| Muhammed Emre Kaya  | Mahmut Usta       |        |
| Peker Açıkalın      | Horoz Ağa Kubat   |        |